# Éditions Filigranes
 (septembre 2024).
Si vous disposez d'ouvrages ou d'articles de référence ou si vous connaissez des sites web de qualité traitant du thème abordé ici, merci de compléter l'article en donnant les références utiles à sa vérifiabilité et en les liant à la section « Notes et références ».
Les éditions Filigranes est une maison d'édition française spécialisée en photographie et édition d'art créée en 1989 par Patrick Le Bescont avec le statut d'association loi de 1901. En 2016, elle avait publié cinq cent quatre-vingts ouvrages.

## Les origines
Patrick Le Bescont est un photographe originaire de Bretagne. Quand il a souhaité trouver une maison d'édition pour publier ses œuvres, il s'est vu opposer un refus en raison de son manque d'expérience.
Dès lors, il souhaite publier lui-même son premier ouvrage. En une semaine chez un imprimeur, il fabrique 1 000 exemplaires de son ouvrage. Il entreprend ensuite un tour de France pour démarcher les libraires, sans distributeur. Cette vision d'ensemble du processus d'un livre lui permet d'accumuler un certain savoir technique, de la création du livre à sa diffusion.
De cette expérience naît une passion pour l'édition, ajoutée à celle pour la photographie. Il commence alors à travailler avec d'autres photographes bretons et, au bout d'un moment, fait le passage de la photographie à l'édition.

## La ligne éditoriale
Patrick Le Bescont perçoit les livres qu'il publie comme des objets d'art. En effet, il comprend que ceux qui n'ont pas l'occasion d'assister aux expositions parisiennes n'ont comme biais que des livres pour découvrir les œuvres des photographes. Il cherche alors, pour convaincre ceux qui ne font que feuilleter l'ouvrage en librairie, à publier des objets uniques et de qualité. Il s'adresse ainsi particulièrement aux bibliophiles.
Filigranes s'attache aussi à ce que chaque livre ait une forme unique, avec son propre graphisme, sa propre couverture. Aucun ouvrage publié n'entre dans un gabarit. Ces choix naissent d'une collaboration étroite entre la maison d'édition et les artistes.
Les ouvrages de Filigranes ne sont jamais réimprimés, ils ne peuvent qu'être réédités sous des formes différentes.

## Quelques artistes publiés
Filigranes a publié plus de 580 ouvrages et plus de 450 artistes, tels que Daniel Maigné, Denis Darzacq, Marie-Nöelle Boutin, Rip Hopkins, Philippe Graton, Nicolas Comment, Bernard Descamps, Maude Grüber…